# Valentin Darbellay
Valentin Darbellay (19 november 1997) is een Zwitsers wielrenner en voormalig alpineskiër.

## Carrière
Als 21-jarige stopte Darbellay met het alpineskiën, waarna hij tijdens zijn studie steeds meer ging fietsen. In 2023 reed hij voor Elite Fondations Cycling Team, een Zwitsers amateurteam. Hij won dat jaar meerdere amateurkoersen, waaronder de Triptyque Ardennais en een etappe in de Ronde van Namen. Vanaf augustus mocht hij stage lopen bij Team Corratec-Selle Italia. Na zijn stageperiode werd Darbellay in 2024 prof bij datzelfde team. Zijn eerste wedstrijdkilometers dat seizoen maakte hij in de Grote Prijs La Marseillaise.

## Resultaten in voornaamste wedstrijden
|      | \| Jaar \| Ronde van Lombardije \| Strade Bianche \| \| ---- \| -------------------- \| -------------- \| \| 2024 \| 104e \| 84e \| |                |
| Jaar | Ronde van Lombardije | Strade Bianche |
| 2024 | 104e | 84e            |

## Ploegen
- 2023 –  Team Corratec-Selle Italia (stagiair vanaf 1 augustus)
- 2024 –  Team Corratec-Vini Fantini
- 2025 –  Elite Fondations Cycling Team

Amella · Baldaccini · Barać · Conti · Dalla Valle · Gandin · Iacchi · Konychev · Masotto · Murgano · Olivero · Ponomar (vanaf 10/8) · Quarterman · Quartucci · Stojnić · Stöckli · Tivani · Vacek · van Empel · Viviani · Zambelli · Darbellay (stagiair) · Debons (stagiair) · Tsarenko (stagiair)
Amella · Baldaccini · Balmer (vanaf 14/5) · Bonifazio · Conti · Darbellay · Debons · González (vanaf 31/3) · Iacchi · Mareczko · Masotto · Monaco · Murgano · Olivero · Padoen · Ponomar · Samudio (vanaf 1/8) · Quartucci · Sbaragli · Stewart · Stöckli · Tsarenko · van Empel · Viviani · Zambelli · Bögli (stagiair) · Parravano (stagiair) · Tissières (stagiair)